# Isozoanthus multinsulosus
Isozoanthus multinsulosus is een Zoanthideasoort uit de familie van de Parazoanthidae. De wetenschappelijke naam van de soort is voor het eerst geldig gepubliceerd in 1913 door Carlgren.